# Sammlung Sieglin

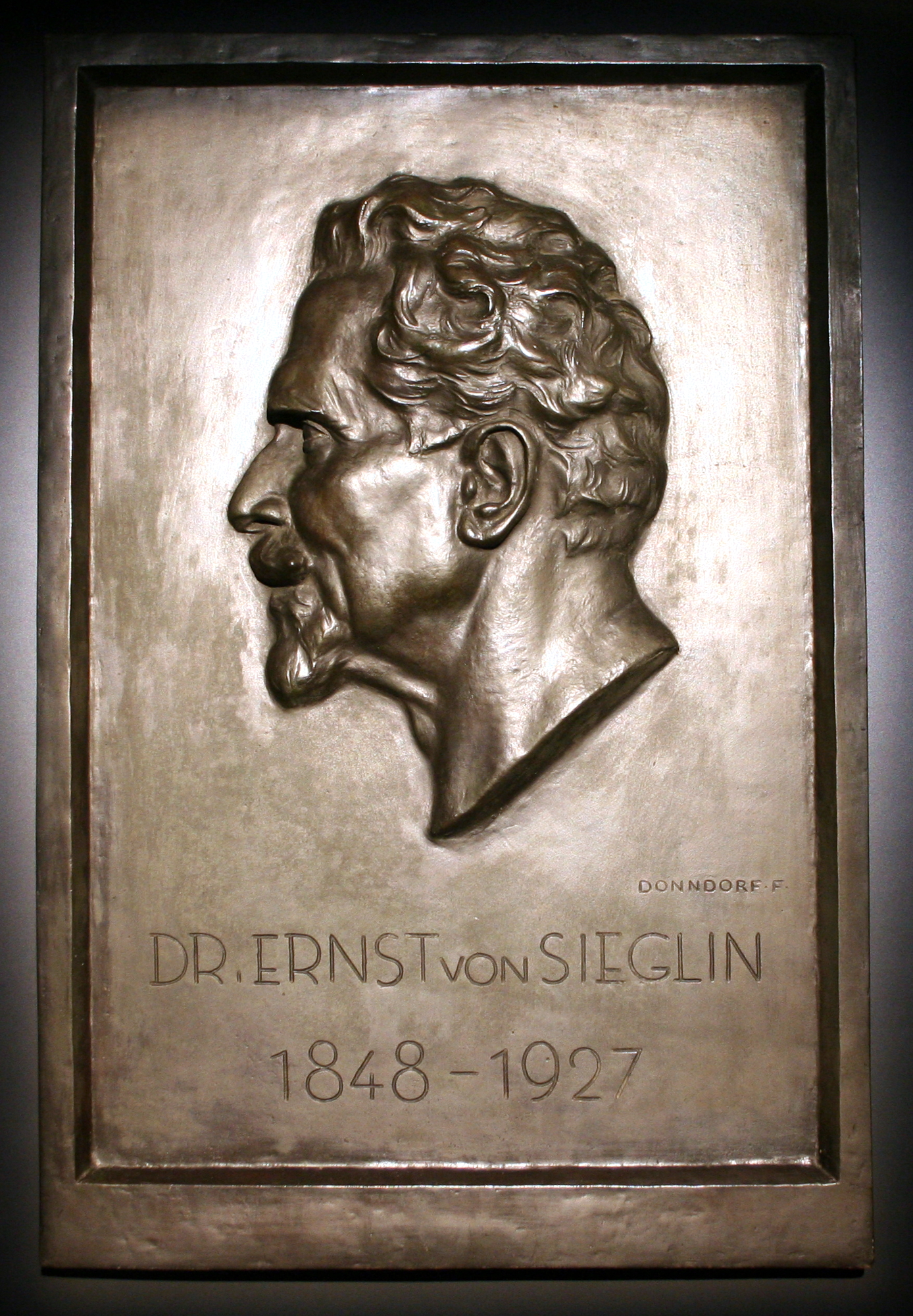
Gedenkplakette für Ernst von Sieglin von Karl Donndorf, Landesmuseum Württemberg, Sammlung Sieglin in der Antikensammlung

Die Sammlung Ernst von Sieglin ist die Antikensammlung des Stuttgarter Unternehmers und Mäzens Ernst von Sieglin, der eine umfangreiche Sammlung von Objekten aus dem pharaonischen und griechisch-römischen Ägypten zusammenbrachte.
Die Sammlung befindet sich heute aufgeteilt im Landesmuseum Württemberg in Stuttgart, in der Antikensammlung der Universität Tübingen, im Antikenmuseum der Universität Leipzig und in der Antikensammlung der Staatlichen Kunstsammlungen Dresden.

## Geschichte
Ernst von Sieglin ließ in den Jahren 1898 bis 1902 im Bereich von Alexandria von dem Leipziger Ägyptologen Theodor Schreiber umfangreiche Ausgrabungen vornehmen, insbesondere bei der bedeutendsten römischen Nekropole im Alexandrias, Kôm-Esch-Schukâfa, dem Serapeion, auf dem Gebiet des Königspalastes und im Stadtteil Hadra. Einen Teil der Objekte schenkte Sieglin nach Abschluss der Arbeiten den Kulturinstitutionen seines Heimatlandes Königreich Württemberg. Von 1909 bis 1914 fand eine zweite Expedition statt. Unter Leitung des Leipziger Ägyptologen Georg Steindorff wurden von 1909 bis 1914 unter anderem der Totentempel des Chephren, östlich der zweitgrößten Pyramide in Gizeh freigelegt. Ebenfalls in Gizeh kam die Opferkammer des Seschemnefer III., eines hohen Beamten, der um 2350 v. Chr. lebte, zutage.
Durch die Ausgrabungen und Ankäufe gelangte Sieglin in den Besitz einer großen Sammlung, die er noch zu Lebzeiten dem König von Württemberg, den Universitäten Tübingen und Leipzig und dem Albertinum in Dresden stiftete. Die Sammlungsstücke befinden sich heute im Landesmuseum Württemberg in Stuttgart, in der Antikensammlung der Universität Tübingen, im Antikenmuseum der Universität Leipzig und in der Antikensammlung der Staatlichen Kunstsammlungen Dresden.
Die genaue Provenienz vieler der Funde lässt sich aufgrund der Tagebuchaufzeichnungen und Beschriftungen des  Archäologen Rudolf Pagenstecher nachweisen. Er vermaß die Stücke und fertigte kleine Zeichnungen derselben. Zwar geben die Herkunftsangaben und Sondagen nicht die exakte Lage und Position des jeweiligen Fundes an, doch grenzen sie die Funde auf das jeweilige Stadtgebiet Alexandrias ein. Die Konkordanzliste nach Laube umfasst für Tübingen 66, für Stuttgart 46 und für Dresden 150 Objekte.

## Sammlung in Stuttgart
Innerhalb des Landesmuseums Württemberg wird die Sammlung Sieglin in einem runden Pavillon in der Antikensammlung im ersten Obergeschoss des Stuttgarter Alten Schlosses gezeigt, allerdings nur ein Bruchteil des vorhandenen Bestandes, die meisten Stücke befinden sich im Depot.
In der Sammlung besonders häufig sind kleine Figuren aus Terrakotta und Bronze sowie marmorne Bildwerke vertreten.
Ausgestellte Objekte
Die 59 ausgestellten Objekte der Sammlung Sieglin werden in 12 Vitrinen im Inneren des runden schwarzen Pavillons in der Antikensammlung des Landesmuseums Württemberg präsentiert. Die Zählung der Vitrinen erfolgt ab dem Eingang von links nach rechts. Zwischen Vitrine 4 und 5 hängt ein Porträtrelief von Ernst von Sieglin (siehe Titelbild).

### Vitrine 1: Karikaturen und Grotesken
Die Begriffe Karikaturen und Grotesken können nicht immer scharf voneinander getrennt werden. Sie umfassen „eine Fülle von verschiedenen Typen, die durch körperliche Deformationen aller Art, phantastische Körpermerkmale und karikierte bzw. übertriebene Gesichtszüge geprägt sind.“
| - Alte Frau mit aufwendiger Frisur. - Pfeifender Glatzkopf. - Bekränzter Mann mit negroiden Zügen. - Mann mit gelocktem Haar und Nasenring. - Lampe mit Knaben mit negroiden Zügen. - Sklave mit übergroßem Phallus und geschulterter Amphore. - Alte Frau mit Kranz. |

| - Tanzender Kleinwüchsiger mit Kranz. - Vekrüppelter Fischverkäufer mit großem Phallus. - Buckliger. - Schauspieler in der Rolle des Sklaven der Neuen Komödie. - Theatermaske des Bordellwirts der Neuen Komödie. - Theatermaske der Neuen Komödie. - Schauspieler der Alten Komödie. |

### Vitrine 2: Herrscherporträts
| - Porträt Alexanders des Großen. - Rückseite. - Porträt Pompeius’ des Großen. - Rückseite. |

### Vitrine 3: Ptolemäerporträts
| - Büste Alexanders des Großen mit Götterkrone und Widderhörnern. - Köpfchen Ptolemaios’ IX. mit Diadem. - Ringergruppe. - Porträt eines Ptolemaiers mit Diadem. - Ptolemaierkanne mit Arsinoe III., Gemahlin Ptolemaios’ IV. - Ptolemaierin als Isis. - Kopf mit Isislocken (Ptolemaierin?). |

### Vitrine 4: Herrscherporträts
| - Porträt Alexanders des Großen. - Aus einem Ptolemaierbildnis umgearbeitetes Porträt des Augustus. |

### Vitrine 5: Götterwelt
| - Isis mit dem Horusknaben. - Statuette des Harpokrates-Osiris. - Statuette des Harpokrates. - Statuette der Isis-Bubastis. - Statuette der Isis-Aphrodite. - Osiris-Kanopus. - Statuette des Bes. - Bes-Relief. |

### Vitrine 6: Götterwelt
| - Kopf des Dionysos. - Aphrodite und Eros. - Kopf des Hermes. - Kopf des Poseidon. - Hermaphroditos. - Elefantenexuvie. - Lagernder Nil. |

### Vitrine 7: Ptolemäerporträt
Kopfteil einer Statue aus Buto im Nildelta. Die Vitrine zeigt die Vorderseite des Kopfs und auf der anderen Seite die Rückseite mit dem Ende des Rückenpfeilers der Statue.
| - Kopfteil einer Statue. - Rückseite des Kopfteils mit einem Teil des Rücken- pfeilers. |

### Vitrine 8: Ptolemäerkulte
Serapis war ein Gott, der unter den Ptolemäern als Reichsgott etabliert wurde. In ihm verschmolzen ägyptische und griechisch-römische Hauptgottheiten. Der wichtigste Gott der Ptolemäer war Dionysos, der Gott des Weins und des Theaters. Zu seiner Verehrung begründete Ptolemaios IV. Philopator das Flaschenfest (Lagynophoria), zu dem jeder seine Flasche (Lagynos) und sein Essen mitbrachte.
| - Relief des Serapis. - Statuette des Serapis. - Buckliger mit Lagynos und Hahn. - Lagynos. - Kopf des Dionysos. |

### Vitrine 9: Mumienporträt
Mumienporträts sind gemalte Porträts, die auf dünnen Holztafeln aufgebracht sind und in den Kopfteil von Mumien eingebunden wurden.
|  |

Mumienporträt der Eirene, die am Hals die Inschrift trägt: „Eirene, Tochter des Silvanos, ihre Mutter ist Senpnoutis. Möge ihre Seele leben vor Osiris Sokaris, dem großen Gotte, dem Herrn von Abydos, ewiglich.“

### Vitrine 10: Mumienporträts
| - Mumienporträt eines Jungen. - Mumienporträt eines Mannes. - Mumienporträt einer jungen Frau. - Mumienporträt einer Frau, Fragment. |

### Vitrine 11: Mumienmasken
Mumienmasken sind bemalte Masken, die am Kopfende der Mumien befestigt wurden, jedoch nicht das Gesicht der Mumie bedeckten. Die gezeigten Masken wurden aus Stuck gefertigt.
| - Mumienmaske einer Frau. - Mumienmaske eines Mannes. - Mumienmaske einer Frau. - Mumienmaske einer Frau. - Mumienmaske eines Mannes. |

### Vitrine 12: Kanopen
Vor der Mumifizierung eines Leichnams wurden im alten Ägypten die Eingeweide Magen, Leber, Gedärme und Lunge entnommen und in Keramikkrügen, den Kanopen beigesetzt. Die Köpfe der Schutzgötter der vier Organe wurden auf den Deckeln der Kanopen dargestellt: Duamutef als Schakal für den Magen, Amset als Mensch für die Leber, Kebechsenuef als Falke für die Gedärme und Hapi als Pavian für die Lunge.
|  |

| 1. Schakal (Duamutef): Magen. 2. Mensch (Amset): Leber. 3. Falke (Kebechsenuef): Gedärme. 4. Pavian (Hapi): Lunge. |